# Adnan
Adnan je moško osebno ime.

## Izvor imena
Ime Adnan izhaja iz arabskega imena Adnān. Tako je bilo ime legendarnemu praočetu Arabcev (Adnan je bil Izmailov sin in Ibrahimov vnuk). Pomen imena ni ugotovljen. Ime Adnan in njegovi ženski različici so v Slovenijo
prišli z muslimanskimi priseljenci iz republik bivše Jugoslavije.

## Različice imena
- ženski različici imena: Adna, Adnana

## Pogostost imena
Po podatkih Statističnega urada Republike Slovenije je bilo na dan 31. decembra 2007 v Sloveniji število moških oseb z imenom Adnan: 439.

## Osebni praznik
V krščanskem koledarju ni imena Adnan, lahko pa bi ga uvrstili k imenu Adolf.